# Acoyapa
Acoyapa est une municipalité nicaraguayenne du département de Chontales au Nicaragua.

## Toponymie
Son nom vient du mot mexicain « Ahkoyahpan », qui signifie « Lieu d'en haut », composé du verbe « ahkoyaw » (voir d'en haut) et du suffixe locatif « -pan » qui indique la localisation.

## Géographie
La municipalité est bordée au nord par les municipalités de San Pedro de Lóvago, Juigalpa et Santo Tomás, au sud par les municipalités de Morrito et El Almendro, à l'est par les municipalités de El Coral et Villa Sandino, et à l'ouest par le lac Cocibolca. La capitale municipale est située à 170 kilomètres de la capitale Managua.
Le territoire est considéré comme irrégulier et brisé, avec des chaînes de montagnes dans la partie centrale et orientale de la municipalité. Il convient également de noter qu'il existe une zone plate dans la partie occidentale de la municipalité. Parmi les formations naturelles de la municipalité figurent les grottes de Santa Marta, dans la région du même nom, et les grottes de Las Ventanas sur la colline du même nom, dont la hauteur et le diamètre permettent aux touristes d'y pénétrer à cheval sans aucun danger. Les principales hauteurs de montagne de la région municipale sont : Las Pavas et Las Mangas. Les plaines ou savanes, riches en pâturages naturels qui enserrent le territoire communal sont : La Guayaba, El Aceitunal, Guanacastal, San Agustín et Santa Rosa. Les principaux cours d'eau qui traversent la commune maintiennent leur débit tout au long de l'année sont : Rio Acoyapa, Ojocuapa, Rio de Agua, El Cacao et Rio Oyate.

## Histoire
Il n'existe aucun document historique sur la fondation de la ville actuelle, peut-être dans la première moitié du XVIIe siècle. On pense qu'il a été fondé par les anciens habitants espagnols de la ville disparue de Nueva Jaén, qui, attaqués par une invasion de pirates, ont abandonné leur population et se sont installés à proximité de la vallée ou du hameau indien d'« Acoyapán », ce qui a poussé ces Indiens à fuir vers les montagnes.
Lorsque le département de Chontales a été formé en 1858, Acoyapa a été désigné comme sa première capitale. Le 11 février 1862, elle a été élevée à la catégorie de ville avec le nom de « San Sebastián », cependant, le nom autochtone a prévalu dans l'environnement populaire.

## Démographie
Acoyapa a une population actuelle de 20 301 habitants (2021). Parmi la population totale, 49,6 % sont des hommes et 50,4 % sont des femmes. Près de 50,3 % de la population vit dans la zone urbaine.

## Nature et climat
La municipalité a un climat tropical de savane au sud et un climat tropical humide à l'est. Les mois les plus frais dans cette municipalité sont de novembre à mars et les mois les plus chauds sont d'avril à octobre.

## Économie
Les activités économiques prédominantes dans la municipalité sont l'élevage et l'agriculture, le premier étant le plus important, tandis que l'agriculture a été une activité secondaire, principalement pour la consommation domestique. La commercialisation du fromage et des produits laitiers se fait principalement dans la ville de Managua, et la vente de bétail est une autre activité importante pour la municipalité. L'exploitation du bois a été très importante dans l'économie de cette municipalité, mais actuellement il n'y a pas de bois pour la construction parce que l'exploitation des forêts a été faite de manière irrationnelle et la loi forestière n'est pas présente dans cet endroit.

## Culture
Elle célèbre ses fêtes patronales en l'honneur de son saint patron San Sebastián les 19 et 20 janvier. Les activités pour célébrer ces festivités consistent à la fois en des actes religieux et des corridas pendant quatre ou six jours et des fêtes populaires.